# 圣克肋孟堂 (威尼斯)
圣克肋孟堂 (Chiesa di San Clemente)是一座教堂 建于1131年，位于威尼斯潟湖中的圣克莱门特岛（Isola di San Clemente）。该堂供奉教宗克肋孟一世，根据传说他是殉道而死，也是海员的主保圣人。

## 历史
1131年，富商 Pietro Gattilesso出资，在威尼斯潟湖的小岛上兴建一座教堂和 招待前往圣地 朝圣者和士兵的招待所。最初为罗马式风格，1632年完全以伦巴第文艺复兴风格重建。
2003年，该堂得到修复，作为毗邻建筑改建为豪华酒店工程的一部分。目前它由凯宾斯基集团管理。 2013年至2014年期间，现任业主Permak集团 - 进一步装修，同时保留历史特色。 